# Thobias Montler
Thobias Montler (tidigare Thobias Nilsson Montler), född 15 februari 1996, är en svensk friidrottare, framför allt inriktad på längdhopp. Montler tävlade för Malmö AI mellan 2011 - 2021, samt sedan 2024 igen.  Åren 2021 - 2024 tävlade han för Ullevi FK. Han är fostrad i IF Kronan i Landskrona.

## Karriär
2014 kom Montler åtta i längdhopp vid junior-VM i Eugene, Oregon. 2015 deltog han vid inomhus-EM för seniorer i Prag men slogs ut i längdhoppskvalet med resultatet 7,38.
Montler deltog sommaren 2015 i längdhopp vid junior-EM i Eskilstuna. Han tog sig vidare från kvalet med ett hopp på 7,28, varefter han i finalen förbättrade sitt personliga rekord till 7,68, vilket gav en fjärdeplats i tävlingen. Han sprang också stafett 4 x 100 meter ihop med Emil von Barth, Austin Hamilton och Gustav Kjell; det svenska laget vann guldmedalj med tiden 39,73, vilket var nytt svenskt juniorrekord.
Thobias Montler deltog vid inomhus-EM 2019 i Glasgow och hoppade 8,17 meter och fick med sig en silvermedalj hem. Den 23 maj 2019 hoppade Montler vid tävlingar i Torremolinos i Spanien i medvind (2,4 m/s) 8,43 m, långt över sitt personliga rekord. Vid Diamond League-galan i Stockholm (Bauhaus-galan) en vecka senare vann Montler hela längdtävlingen och förbättrade sitt personrekord utomhus till 8,22.
I OS i Tokyo 2020 var Montler endast 1,4 cm (övertramp) från en bronsmedalj med ett monsterhopp i sista omgången. Hoppet var uppemot 8,40, om det hade godkänts.
Vid inomhus-EM 2021 i Toruń tog Montler silver och slog svenskt rekord i längdhopp med ett hopp på 8,31 meter.
I februari 2022 vid inomhus-SM tog han guld i längdhopp efter ett hopp på 8,06 meter. Följande månad vid inomhus-VM i Belgrad tog Montler silver efter ett hopp på 8,38 meter, vilket även var ett nytt svenskt rekord.
I Europamästerskapen i friidrott 2022 i München tog Montler ett silver efter en stor slutdramatik. Montler såg ut att ha missa medalj helt men i sitt sjätte och sista försöket hoppade han 8,06 meter, vilket var precis lika långt som Jules Pommery och Jacob Fincham-Dukes. När de tre konkurrenternas näst bästa hopp sedan räknades innebar det att Jacob Fincham-Dukes fick silvret och Thobias Montler tog brons. Efter en svensk protest om övertramp för Fincham-Dukes flyttades Montler upp till silverplats.
Vid Inomhus-EM 2023 i Istanbul tog han silver med ett hopp på 8,19 meter.

## Personliga rekord
| Utomhus - 100 meter – 10,49 (Skara, Sverige 6 juni 2019) - 200 meter – 21,22 (Göteborg, Sverige 27 juni 2020) - Höjdhopp – 1,95 (Babson Park, Florida, USA 22 april 2017) - Längdhopp – 8,27 (Fontvieille, Monaco 9 juli 2021) - Längdhopp – 8,43 (Torremolinos, Spanien 23 maj 2019) (i för stark medvind) - Tresteg – 13,98 (Daytona Beach, Florida, USA 18 februari 2017) | Inomhus - 60 meter – 6,82 (Göteborg, Sverige 10 januari 2021) - Höjdhopp – 1,90 (Malmö, Sverige 5 februari 2012) - Längdhopp – 8,38 (Belgrad, Serbien 18 mars 2022) - Tresteg – 13,44 (Göteborg, Sverige 26 februari 2012) |

## Stilstudie
Stilstudie från Finnkampen på Stockholms stadion den 25 augusti 2019 då Montler hoppade 7.99.

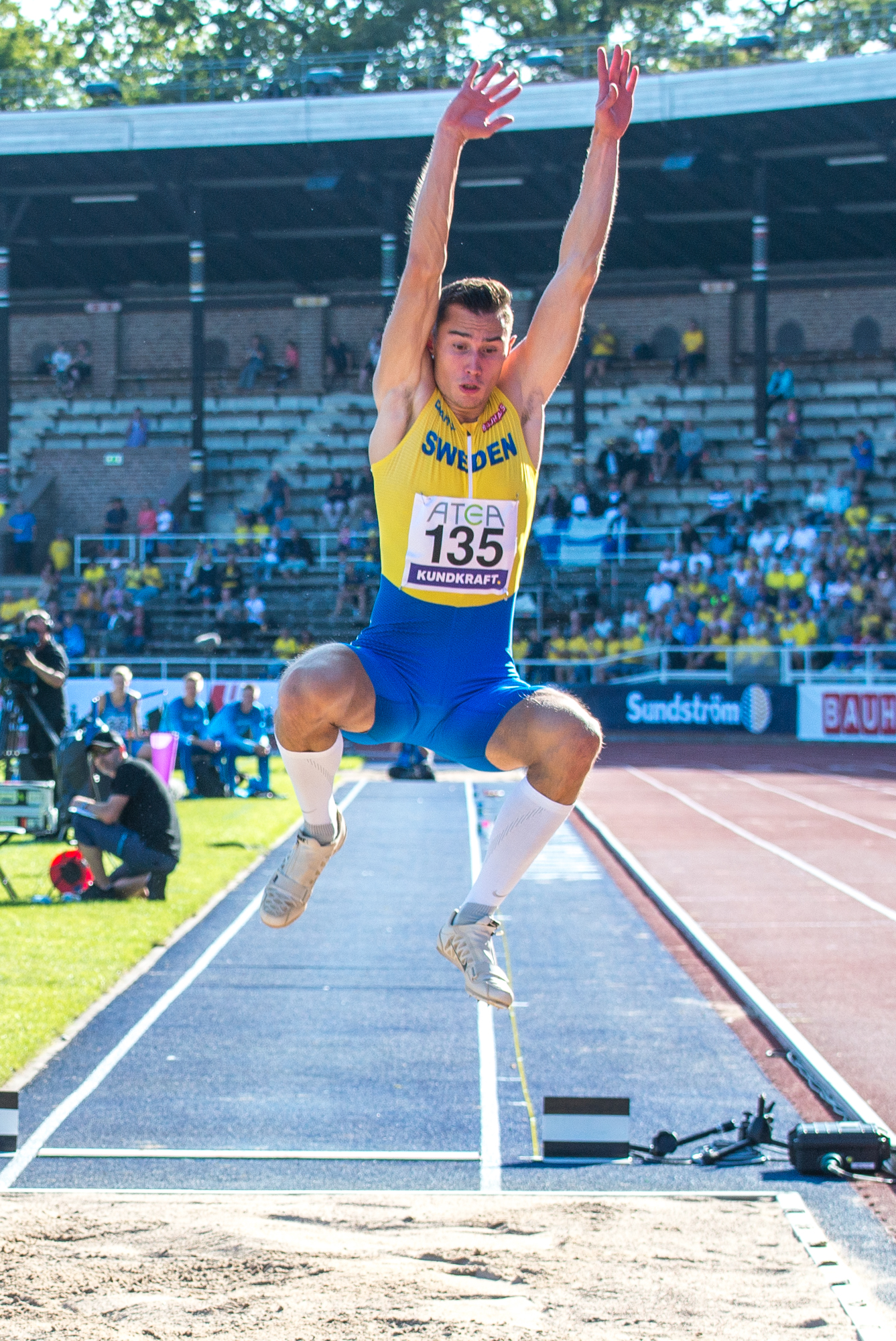
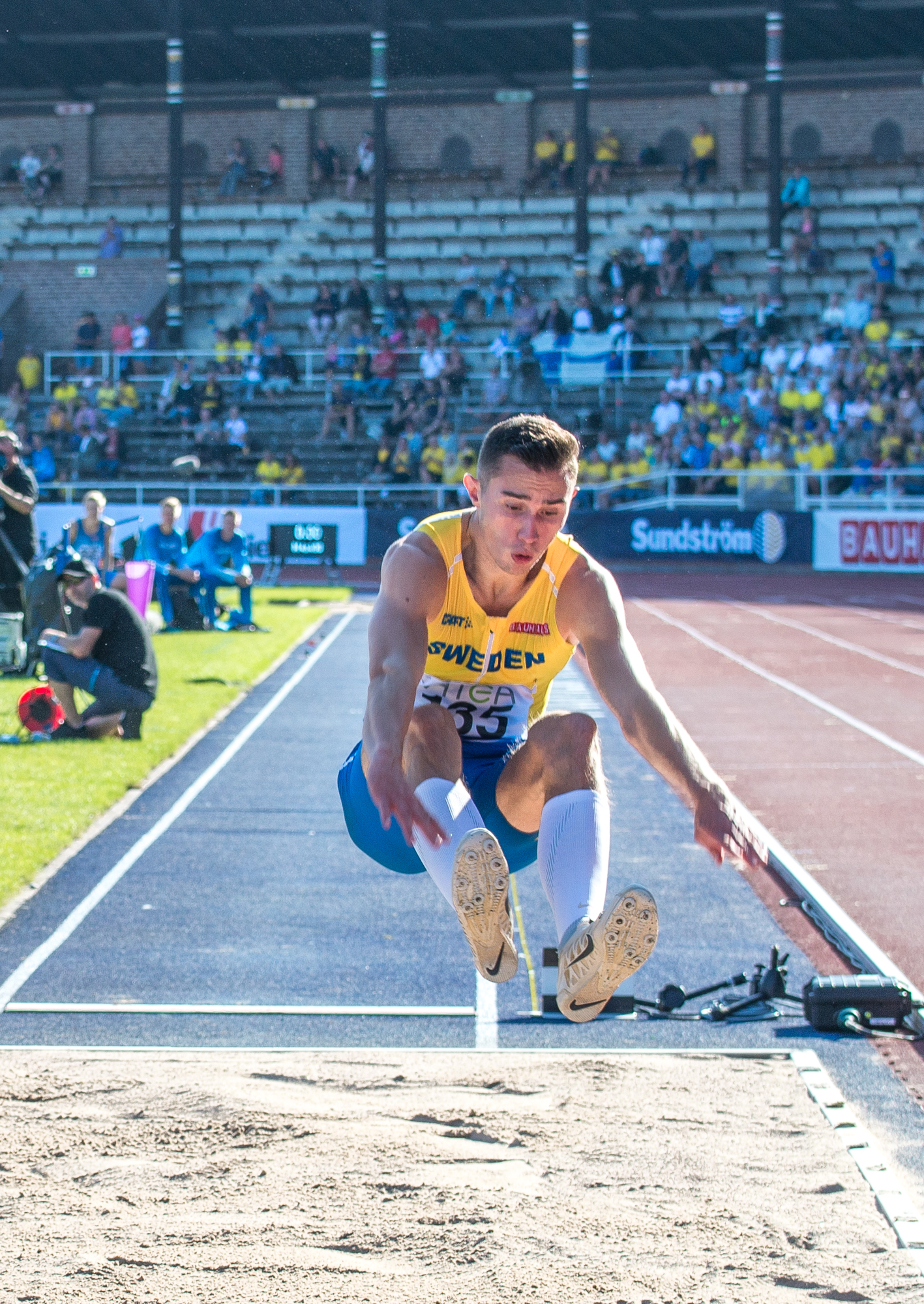
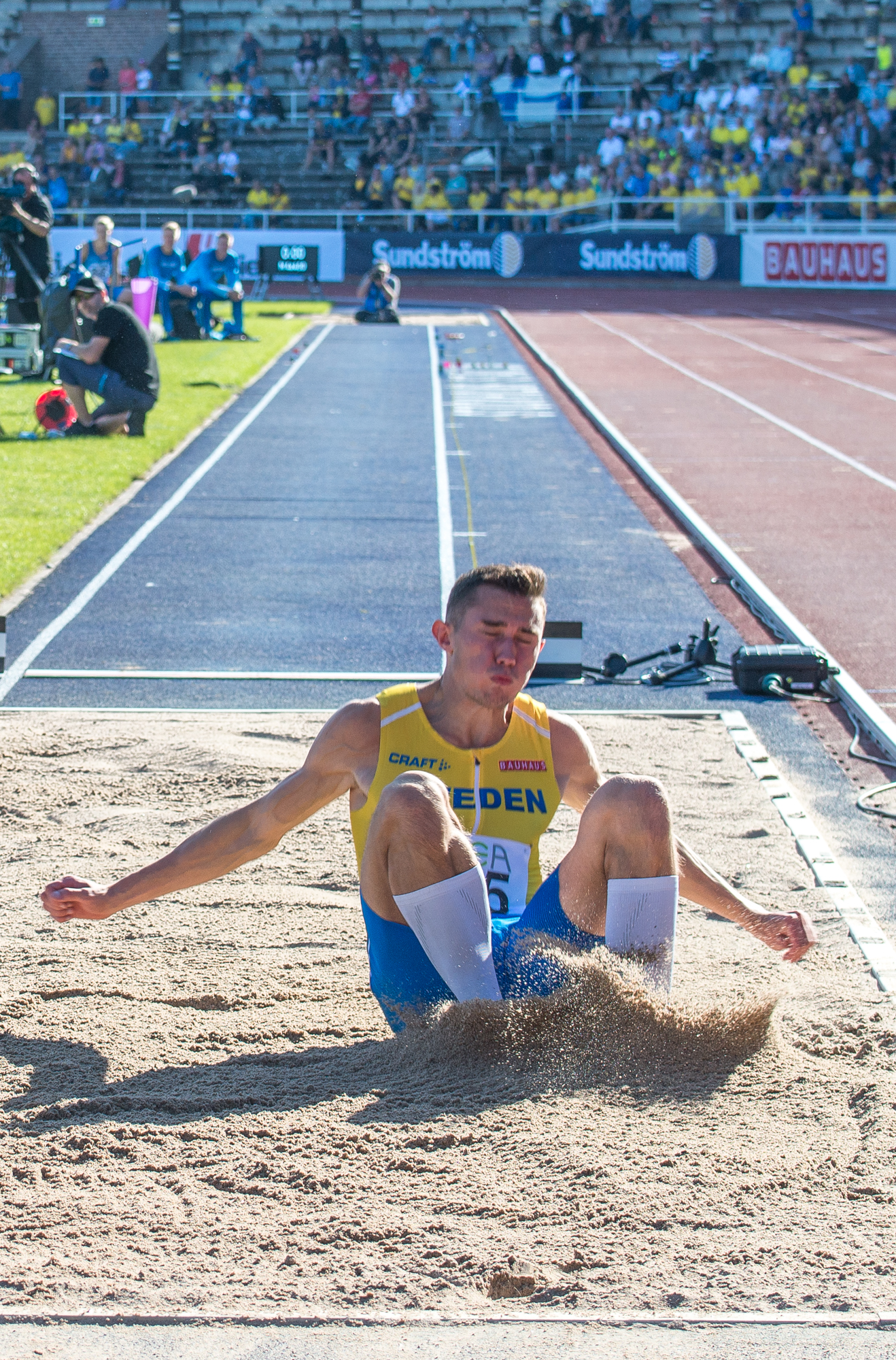
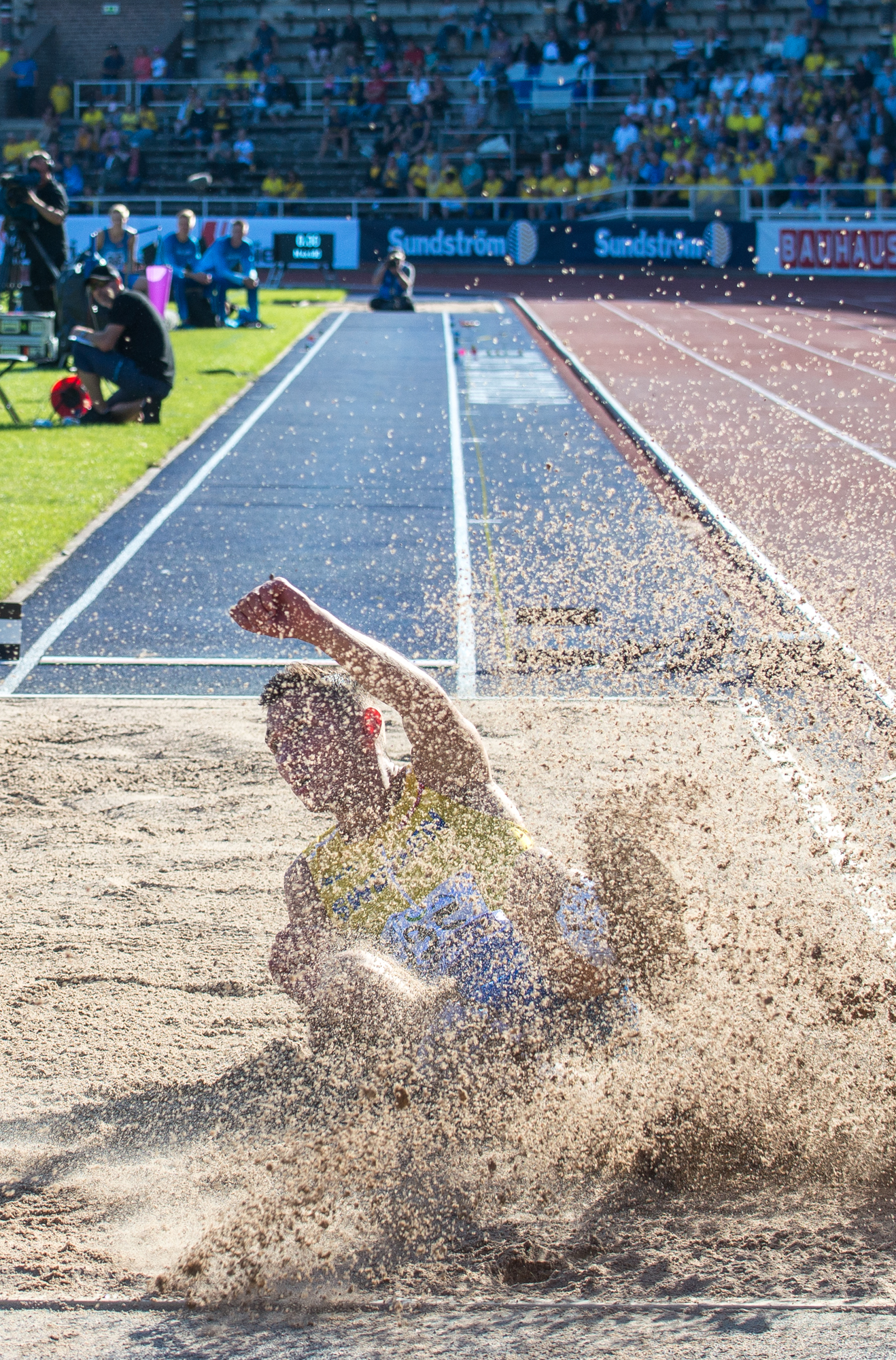